# Sicyodes coryi
Sicyodes coryi là một loài bướm đêm trong họ Geometridae.